# Крсмановића кућа у Брчком
Крсмановића Кућа представља задужбину трговачке породице Крсмановић. Саграђена је 1865. године, а њену изградњу финансирала је позната српска трговачка породица Крсмановић. Позната је и под називом "Дворана".

## Географски положај
Кућа се налази у Српској вароши, на адреси Вука Караџића, 28 у Брчком. Према Душану Ристићу, аутору књиге "Стари српски трговци у Брчком", у њој су били смјештени Прво српско дјечије забавиште, Виша српска дјевојачка школа, Српска читаоница, просторије Српског пјевачког друштва "Вијенац", те учитељски станови на спрату.

## Историја
Љубомир Крсмановић био је један од најпознатијих трговаца свог времена, у Брчком, али и шире. Рођен је у Брчком 1856. године, потомак је Крсмановића, једне од најстаријих, најугледнијих и најбогатијих српских трговачких породица у Брчком. Трговачки посао Крсмановића у Брчком започео је Љубомиров дјед, хаџи Мићо Крсмановић, средином 19. вијека и обогатио се још за вријеме Османске управе, када је отприлике и саграђена кућа Крсмановића у Брчком, у Српској Вароши, највећа стамбено-пословна зграда у то доба. Због честих проблема са властима, Крсмановићи су се преселили у Београд. Имали су велики утицај на формирање београдске чаршије и активно су учествовали у привредном и културном животу Београда. Као трговци држали су своје филијале у Брчком и Тузли и дуго времена су били приложници и добротвори Српске православне цркве у Брчком.
Поред осталог, Љубомир је финансирао и  сарајевски српски часопис  "Босанска вила" , а српском културном друштву "Просвјета" у Сарајеву и Тузли поклонио дионице и земљиште. Финансирао је и отварање школских фондова, библиотеке, читаоница, пјевачка и гимнастичарска друштва гдје год живе Срби. 
На Псалтиру 5. априла 1866. године у манастиру Папраћи записано је име Љубомира Крсмановића, ученика трећег разреда у Српској основној школи у Брчком, односно Српском народном училишту. Године 1899. поклонио је своју родну кућу у Брчком Српској православној црквено- школској општини у Брчком, на којој и данас стоји табла са ћириличним натписом "Задужбина Љубомира и Олге Крсмановић". 
Кућа постаје центар културних дешавања и окупљања Срба Брчког. У објекту се првобитно налазио хотел под називом "Босна", а народ ју је све до данас познавао под именом "Дворана" и "Дворана Крсмановић" због импресивних димензија у времену у коме је грађен и јер су у приземљу биле смјештене дворане Крсмановићевог хотела "Босна".

## Турски конзулат
Након завршетка Другог свјетског рата и успостављања југословенске државе, комунистички режим је извршио национализацију већине имовине српских трговаца у Брчком. Извршни одбор скупштине Брчко 1977. године приступа измјенама назива кућа, установа, тргова, мостова, паркова и улица у Брчком у намјери да побрише сва национална обиљежја свих народа од којих је имовина национализована, углавном од великих српских трговачких породица. Исти одбор прихвата нови предложени назив за објекат- "Турски конзулат" без научног утемељења за овај назив. Потом се коју годину касније на кућу стављају двије спомен табле- једна са лажном информацијом да је у њој био Турски конзулат и друга са натписом да се у кући налазила Прва дјевојачка школа и Прво забавиште- онај присвојни придјев "Српска школа и Српско забавиште" је избрисано. Назив "Турски конзулат" не налази се нити у једном писаном извору, нити се користио међу Брчацима, он једино стоји на спорној табли и нигдје више. Актуелизован је тек задњих 10-ак година, када се појављује оријентални донатор који је спреман да обнови објекат.